# 于绍良
于绍良（1964年7月26日—），中华人民共和国政治人物、新闻工作者，生于河北省赞皇县，曾就读河北大学中文系，现任中国共产党第二十届中央纪律检查委员会委员，人民日报社社长。

## 生平
1984年从河北大学毕业后到新华社河北分社工作，历任社长助理、采编室主任、党组成员，1999年7月调入陕西分社，任副社长，2004年9月任社长。2008年12月调入新华社总社，任办公厅主任，2010年5月任人事局局长。2014年7月任新华社副社长、党组成员。
2016年2月29日，接替贺家铁，任中共湖北省委常委、组织部部长。2018年7月2日，接替吴靖平，任中共上海市委常委、组织部部长。2020年10月12日，任上海市委副书记，后兼任市委政法委书记。
2022年2月26日，任人民日报社总编辑。2024年9月27日，任人民日报社社长。
2024年10月28日，卸任人民日报社总编辑一职，由前广东省委常委、宣传部长陈建文接任。